# Ararendá
Ararendá es un municipio brasilero del estado del Ceará, localizado en la microrregión del Sertón de Cratéus, mesorregión de los Sectores Cearenses.
El topónimo Ararendá o Ararena viene del tupi-guarani arara (papagayo) más nda (lugar, aterrizaje) y significa lugar de las araras. Su denominación original era Canabrava o Canabrava dos Mourões y, desde 1943, Ararendá.

## Geografía

### Clima
Tropical caliente semiárido con un promedio de lluvias media de 697 mm con lluvias concentradas de enero a abril.

### Hidrografía y recursos hídricos
Las principales fuentes de aguas de Ararendá forman parte de la Cuenca del río Poti, siendo sus principales afluentes el río Diamante y los arroyos: de la Barriguda o Ipuzinho, Caña Brava, Itauru y Olho D´agua. También existen represas de pequeño porte como los: Alto Gran, Carapinima, Itauru, Juan Perira, Son Joaquim, Siriema y Violete.

### Relieve y suelos
Las principales elevaciones son la sierra del Cedro, los cerros del Tombador, del Benfica y Balixto, el cerro de la Laguna y del Moleque.

### Vegetación
Compuesta por caatinga arbustiva abierta y vegetación caducifolia espinosa.

### Subdivisión
El municipio tiene dos distritos: Ararendá (sede) y Santo Antônio.

## Economía
Ganadería y agricultura de subsistencia. Otra fuente de salario es el comercio y la redistribución de recursos públicos en la forma de beneficios.